# Божково (Полтавская область)

Божково (укр. Божкове) — село,
Черкасовский сельский совет,
Полтавский район,
Полтавская область,
Украина.
Код КОАТУУ — 5324086503. Население по переписи 2001 года составляло 215 человек.

## Географическое положение
Село Божково находится в 2,5 км от правого берега реки Коломак,
в 1,5 км от села Божки и в 2-х км от села Божковское.
Через село проходит железная дорога, станция Божков.